# Гросбард, Улу
Улу Гросбард (англ. Ulu Grosbard; 9 января 1929, Антверпен — 19 марта 2012, Манхэттен, Нью-Йорк) — американский кинорежиссёр бельгийского происхождения. С 1957 года — постановщик шоу на Бродвее.

## Биография
Бывший огранщик алмазов в родной Бельгии, Улу Гросбард получил образование в Чикагском университете; затем учился в Йельской драматической школе. Став режиссёром в 1957 году, Гросбард поставил много успешных бродвейских шоу. В начале 60-х Гросбард отправился в Голливуд, где он был нанят в качестве помощника режиссёра на нескольких производств фильмов, и через несколько лет он снял свой первый фильм Если бы не розы — достаточно успешную адаптацию хитового Бродвейского шоу (The Subject Was Roses (1968)). Кинокарьера Гросбарда была весьма спорадического характера; однако, он снискал гораздо больший успех в постановках бродвейских шоу.

Супруга: Роуз Грегорио (род. 1932).

## Фильмография
- 1968 — Если бы не розы / The Subject Was Roses
- 1971 — Кто такой Гарри Келлерман и почему он говорит обо мне ужасные вещи? / Who Is Harry Kellerman and Why Is He Saying Those Terrible Things About Me?
- 1977 — Испытательный срок / Straight Time
- 1981 — Тайны исповеди / True Confessions
- 1984 — Влюблённые / Falling In Love
- 1995 — Джорджия / Georgia
- 1999 — На самом дне океана / The Deep End of the Ocean

## Интересные факты
Джек Альбертсон получил Оскар как лучший актёр второго плана за роль в фильме «Если бы не розы» (1968)).

Всего же на Оскар номинировались 4 актёра, игравшие в фильмах Гросбарда.